# Thomas William Rhys Davids
Thomas Wiliam Rhys Davis (Colchester, 1843 – Chipstead, 1922) è stato un orientalista inglese.
Nel 1881 fondò la Pali Text Society e nel 1882 divenne docente di letteratura Pali a Londra, accompagnando questo ruolo con la segreteria della Royal Asiatic Society, che ottenne nel 1880. Nel 1904 lasciò la Royal Asiatic Society e nel 1912 abbandonò l'insegnamento.